# Tom Lieb
Thomas John Lieb, detto Tom (Faribault, 28 ottobre 1899 – Los Angeles, 30 aprile 1962), è stato un discobolo statunitense.

## Palmarès

### Olimpiadi
- Bronzo a Parigi 1924 nel lancio del disco.